# 労民
労民（ろうみん）は中華人民共和国に伝わる伝説上の人種である。古代中国では東方に位置する国に棲んでいたとされる。

## 概説
古代中国の地理書『山海経』の海外東経によると、労民国は毛民国の北にあり、労民人は手足などが黒いという。
『山海経』海外東経につけられている郭璞の注によると、労民人たちは果実を食べるという。また郝懿行による注によると顔や目、手足はすべて黒いとされている

## 労民人の登場する作品
『鏡花縁』
労民国が旅の途中に舞台として登場する。労民人たちは黒く体を小刻みに震わせたり動かしたりしていて常に落ち着きがない、穀物は作っておらず果実のみを食べている、と設定されている。